# Флаговый комплекс

Пример флагового комплекса

Флаговый комплекс — симплициальный комплекс, в котором любой набор вершин, попарно соединённых рёбрами, образует симплекс.

## Примеры
- {\displaystyle n}-угольник является флаговым комплексом тогда и только тогда, когда {\displaystyle n\geqslant 4}.
- Естественное замощение сферы симплексами Коксетера является флаговой триангуляцией.
- Барицентрическое подразделение любого клеточного комплекса является флаговым.
  - В частности, барицентрическое подразбиение симплициального комплекса является флаговым.

## Свойства
- Флаговый комплекс полностью определяется своим одномерным остовом, то есть графом из вершин и рёбер комплекса.
  - Более того, по любому графу можно построить флаговый комплекс, объявив, что каждая клика его вершин образует симплекс
- Линк любого симплекса флагового комплекса флаговый.
- Любой флаговый комплекс удовлетворяет следующему условию на треугольники: 
Если три вершины соединены рёбрами, то они образуют треугольник в комплексе.

Более того, если симплициальный комплекс и все его линки удовлетворяют этому условию на треугольники, то он является флаговым.
- (критерий Громова) Предположим, симплициальный комплекс оснащён внутренней метрикой, такой, что каждый симплекс изометричен симплексу в единичной сфере со всеми углами прямыми. Полученное метрическое пространство является CAT(1) тогда и только тогда, когда комплекс является флаговым.